# Diapensiales
Diapensiales is een botanische naam, voor een orde van bloeiende planten: de naam is gevormd uit de familienaam Diapensiaceae. Een orde onder deze naam wordt zelden erkend door systemen voor plantentaxonomie, en ook niet door het APG-systeem (1998) en het APG II-systeem (2003).
In het Cronquist-systeem (1981), waar de orde geplaatst wordt in de onderklasse Dilleniidae, heeft ze de volgende samenstelling:
- orde Diapensiales
  - familie Diapensiaceae

In het APG II wordt deze familie ingedeeld in de orde Ericales.